# Blachowo
Blachowo – osada w Polsce położona w województwie pomorskim, w powiecie chojnickim, w gminie Brusy. 
Osada kaszubska, wchodzi w skład sołectwa Skoszewo.
W latach 1975–1998 miejscowość administracyjnie należała do województwa bydgoskiego.